# 李華 (景泰舉人)
李華（15世紀—15世紀），字茂實，江西九江府瑞昌縣人，明朝政治人物。

## 生平
李華是景泰元年（1450年）庚午科江西鄉試舉人，授武昌縣訓導，調資縣訓導、溫州府訓導均有名聲，參與纂修《湖廣通志》，天順至成化年間任四川及陝西鄉試同考官，取錄者皆為當時名士，陞永嘉知縣，到任不久就患病去世，士民為他立碑致哀，萬曆六年（1578年）與夏可範一同入祀鄉賢祠。

## 引用
1. 1 2  同治《瑞昌縣志·卷八·人物志》：李華 字茂實，年二十而孤，攻苦鉛塹，景泰庚午登賢書，知縣楊敬遵故事餉之，華固辭，初授武昌訓導，厯資縣、溫州皆教化有聲，湖廣有纂修之役，朝廷以詞臣往，華與總裁焉，天順成化間兩充四川陝西同考官，所錄皆名雋，遷浙之永嘉令，綱紀初布忽疾作不起，士民碑而哀之，萬厯戊寅同夏主事可範舉祀鄉賢。